# Assemblea nazionale (Togo)
L'Assemblea nazionale è il corpo legislativo del Parlamento del Togo, ed è la camera bassa.